# آرتریت پسوریاتیک
آرتریت پسوریاتیک (به انگلیسی: Psoriatic arthritis) یا ورم‌مفاصل پسوریاتیک یا آرتروپاتی پسوریاتیک التهاب مفاصل در ارتباط با بیماری پوستی و ناخنی پسوریازیس می‌باشد. در این بیماری هر یک از مفاصل بدن ممکن است درگیر شوند، ولی عمدتاً مفاصل انگشتان و مهره‌های کمری و گردنی مبتلا می‌شوند. این اختلال معمولاً خفیف بوده و بیشتر بین سنین ۳۰ تا ۵۰ سال شروع شده و در سراسر زندگی به طور متناوب ادامه می‌یابد. درد، تورم، محدودیت حرکت، احساس درد هنگام لمس و گرمی مفاصل مبتلا، پوسته‌ریزی پوست، ناخن‌های چاله‌دار، برجسته و زرد رنگ، خستگی و تب از نشان‌های این بیماری می‌باشد. حدود 5 تا 8 درصد از بیماران مبتلا به پسوریازیس دچار آرتریت پسوریاتیک می شوند که روماتوئید فاکتور منفی بوده و با HLA-B27 مرتبط است.
عوارض شایع این بیماری شامل موارد زیر است:
۱- بیماران مبتلا به آرتریت پسوریاتیک در معرض خطر بیشتری برای ابتلا به دیابت نوع ۲ قرار دارند، بنابراین باید به‌طور مرتب قند خون خود را اندازه‌گیری کنند.
۲- افراد مبتلا به آرتریت پسوریاتیک درمقایسه با بیماران مبتلا به پسوریازیس، ۳۰ درصد بیشتر به فشارخون بالا مبتلا می‌شوند.
۳- حدود ۶۰ درصد از مبتلایان به پسوریازیس افسردگی را تجربه می‌کنند
۴- یکی دیگر از علائم این بیماری، تار شدن، قرمزی و حساسیت چشم به نور است.
۵- آرتریت پسوریاتیک مانند دیگر بیماری‌های خودایمنی، می‌تواند باعث خستگی و بی‌حالی شود. تحقیقات نشان داده‌اند افرادی که دچار درد جسمی یا استرس روانی هستند، بیشتر احساس خستگی را تجربه می‌کنند .التهاب ناشی از این بیماری از دیگر دلایل ایجاد خستگی است
۶- تورم حاصل از آرتریت پسوریاتیک می‌تواند به عروق خونی آسیب برساند و خطر بیماری‌های قلبی را بالا ببرد.
۷- پسوریازیس با مقاومت به انسولین مرتبط است . مقاومت به انسولین می تواند به سندروم های متابولیک منجر شود که با علائمی مانند چاقی، افزایش قند خون و افزایش فشار خون مشخص می شود 
۸-یک مطالعهٔ کوچک از بیماران مبتلا به ورم مفاصل پسوریاتیک ۳۱٫۷ درصد از دست دادن شنوایی را نشان داد. گوش داخلی آسیب دیده در ۲۶٫۷ درصد از افراد مبتلا به ورم مفاصل پسوریاتیک پیدا شد

## نگارخانه

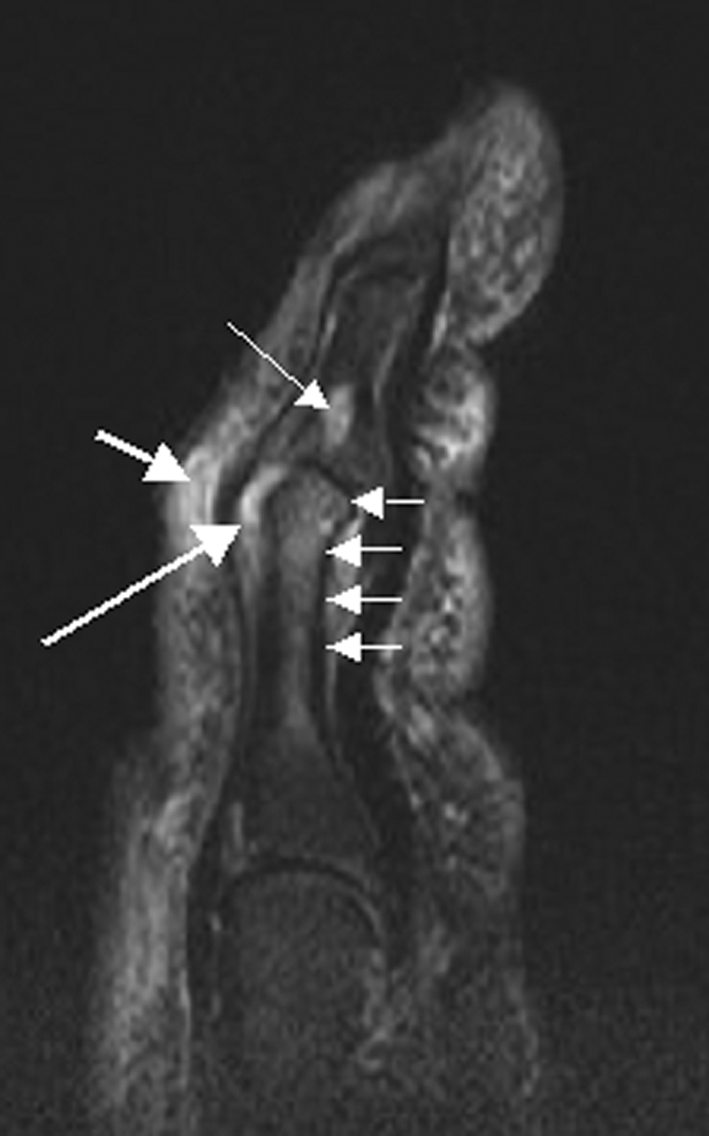
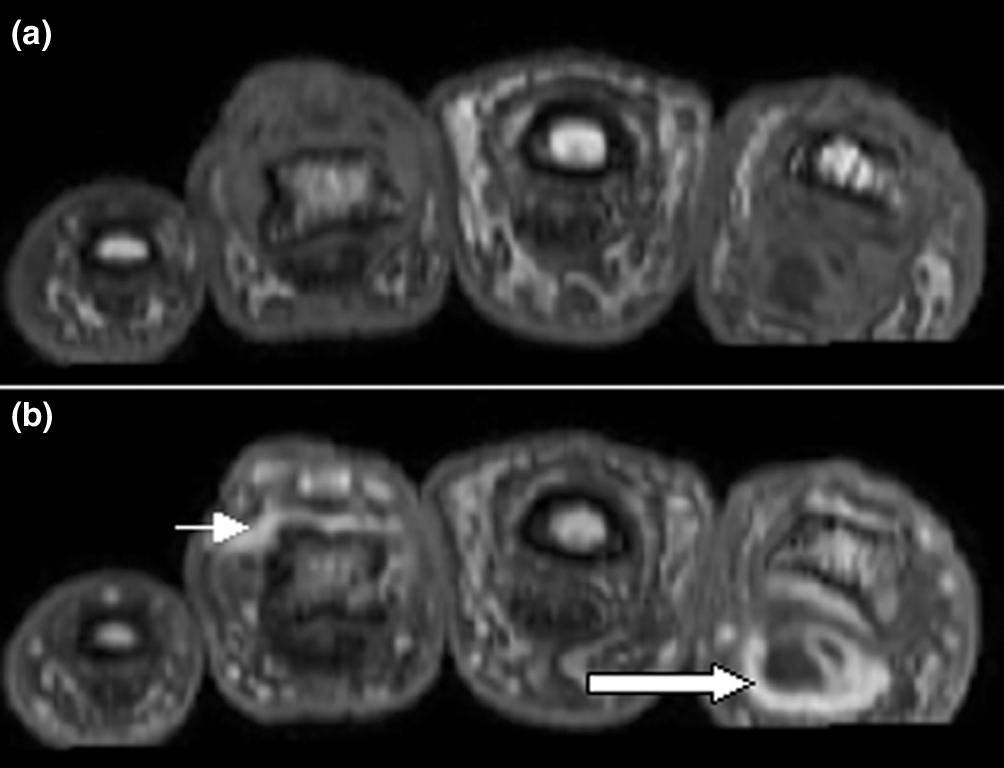
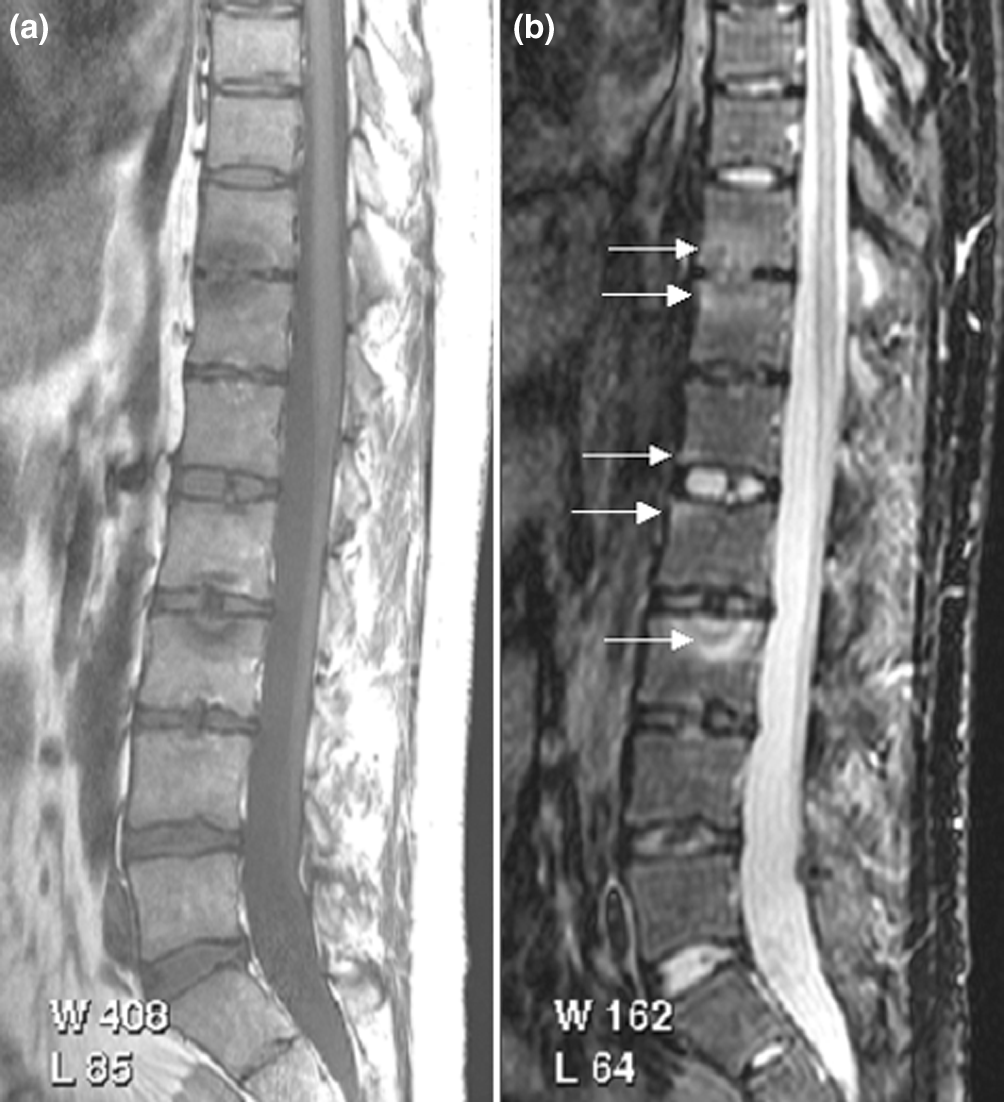
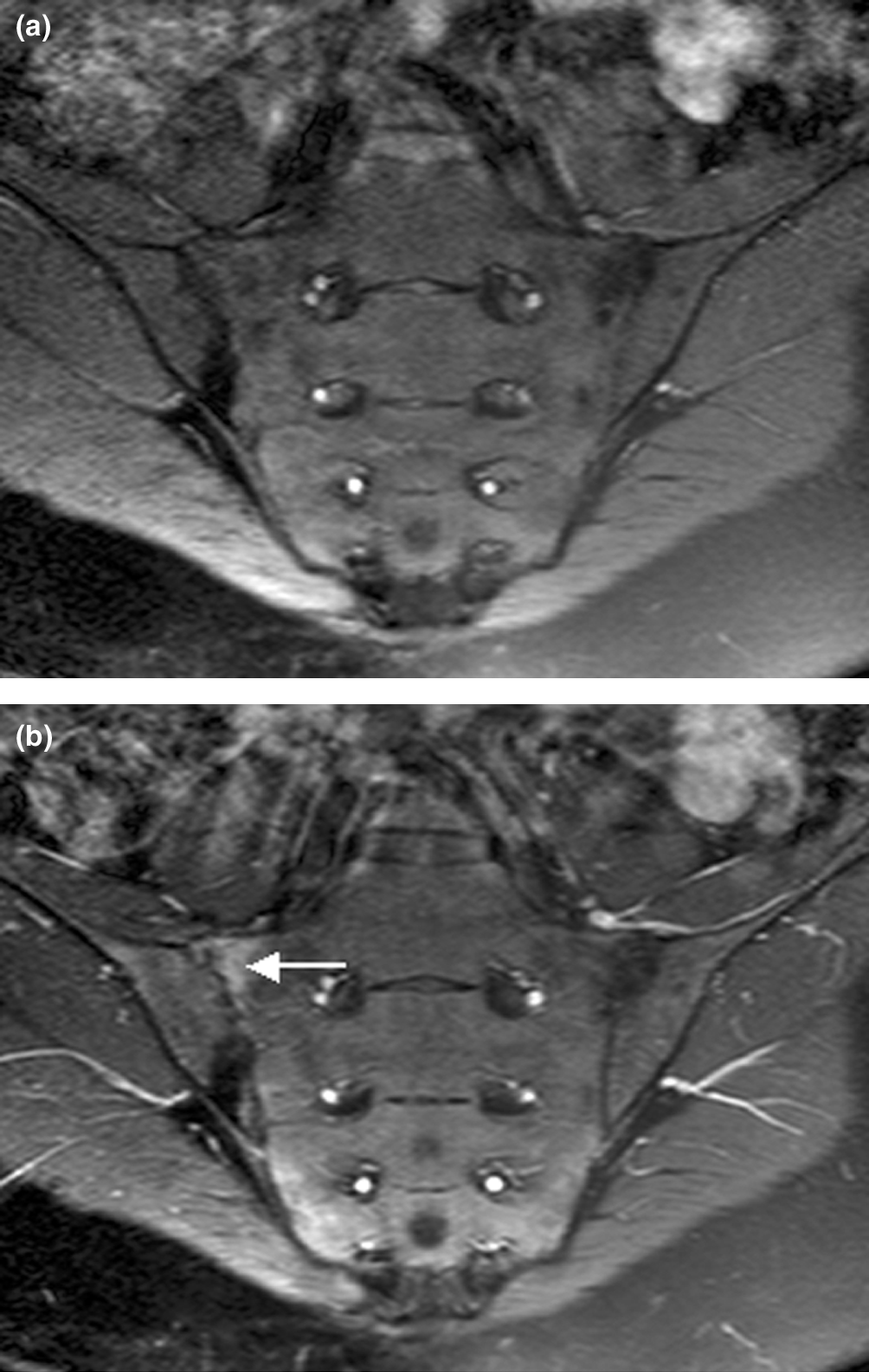

## دلایل
1. استعداد ابتلا به آرتریت مرتبط با پسوریازیس ممکن است ارثی باشد.
2. واکنش ایمنی نسبت به یک عفونت استرپتوکوکی
3. ناشناخته (علت این اختلال معمولاً ناشناخته است)
4. صدمات جسمی یا روحی (به ندرت)
5. عمده علت ابتلا به این بیماری نامشخص است ما وجود برخی ژن ها از قبیل HLA-B27 می تواند فرد را مستعد بیماری کند.

## داروها
برای ناراحتی خفیف، استفاده از داروهای بدون نسخه نظیر آسپیرین ممکن است کافی باشد. برای کاهش التهاب مفصلی از داروهای ضدالتهابی غیراستروییدی، تزریق کورتون به داخل مفاصل مبتلا (گاهی) و داروهای سرکوبگر دستگاه ایمنی نظیر متوترکسات ممکن است استفاده شود. همچنین داروی جدید خوراکی Otezla (اپرمیلاست) به آرتریت پسوریاتیک کمک می‌کند.
داروهای بیولوژیک برای درمان آرتریت پسوریاتیک عبارتند از: Cimzia (ستولیزوماب پگول)، Enbrel و Altebrel (اتانرسپت)، Humira و CinnoRA (آدالیمومب)، Remicade (اینفیلیکسیماب)، Simponi (گولیموماب)، Stelara (اوستکناماب) و Cosentyx (سکییوکروماب).

## شرایط مرتبط
یک مطالعهٔ کوچک از بیماران مبتلا به ورم مفاصل پسوریاتیک ۳۱٫۷ درصد از دست دادن شنوایی را نشان داد. گوش داخلی آسیب دیده در ۲۶٫۷ درصد از افراد مبتلا به ورم مفاصل پسوریاتیک پیدا شد.